# Thyenula oranjensis
Thyenula oranjensis là một loài nhện trong họ Salticidae.
Loài này thuộc chi Thyenula. Thyenula oranjensis được Wanda Wesołowska miêu tả năm 2001.